# Gustavo Chams
Gustavo Chams (Santo André, 28 de Maio de 1994) é um fotógrafo, designer gráfico e artista brasileiro nacionalizado canadense. Seu trabalho ganhou reconhecimento internacional, quando assinou sua primeira capa de revista como fotógrafo em 2010, chegando a ser diretor de fotografia na revista The Edgytor Magazine. 

## Formação e carreira
Nascido em Santo André, São Paulo, Gustavo começou a utilizar Photoshop profissionalmente com apenas 12 anos de idade, vindo a trabalhar em um laboratório de fotografia aos 14  . Aos 17, Gustavo assinou sua primeira capa de revista como fotógrafo, recebendo reconhecimento internacional o que o levou a mudar-se permanentemente para Vancouver Canadá  e começar a trabalhar com agências de Nova York e Londres. 
Gustavo possui um diploma como Designer Gráfico pela faculdade Visual College of Art and Design, em Vancouver, Canadá.  e assinou com campanhas de moda para marcas como Igor Dadona e Lotusland. 
Conhecido por fotografar celebridades como Gisele Bundchen, Thaila Ayala, Isabeli Fontana, Stella McCartney, Gaspard Ulliel e Caroline Trentini; enquanto trabalhava como diretor de Fotografia da extinta The Edgytor Magazine e da Revista de moda Caribenha Jamaque Paradis; por publicamente criticar o Presidente Jair Bolsonaro em um de seus trabalhos artísticos, exibido em Vancouver, Canadá. ; e pelo seu manifesto artístico BrazilianSpring. 

## Exibições
- Pandemonium, Liquid Amber Gallery, 2019 – Vancouver, Canadá
- Meandering, inflections, and angry camels, The Fields Exhibition and Project Space, 2018 – Vancouver, Canadá [13] [9]
- Thesis Exhibition: Brazilian Spring, Visual College of Art and Design, 2016 – Vancouver, Canadá  [11] [14]
- Total Work of Art, Markeshift Spaces, 2016 – Vancouver, Canadá
- O corpo, Fotografe uma Idea, 2014 – São Paulo, Brasil
- Projeto Goela, Virtual Gallery, 2015 – São Paulo, Brasil